# Edward Carl Fredrich Otto

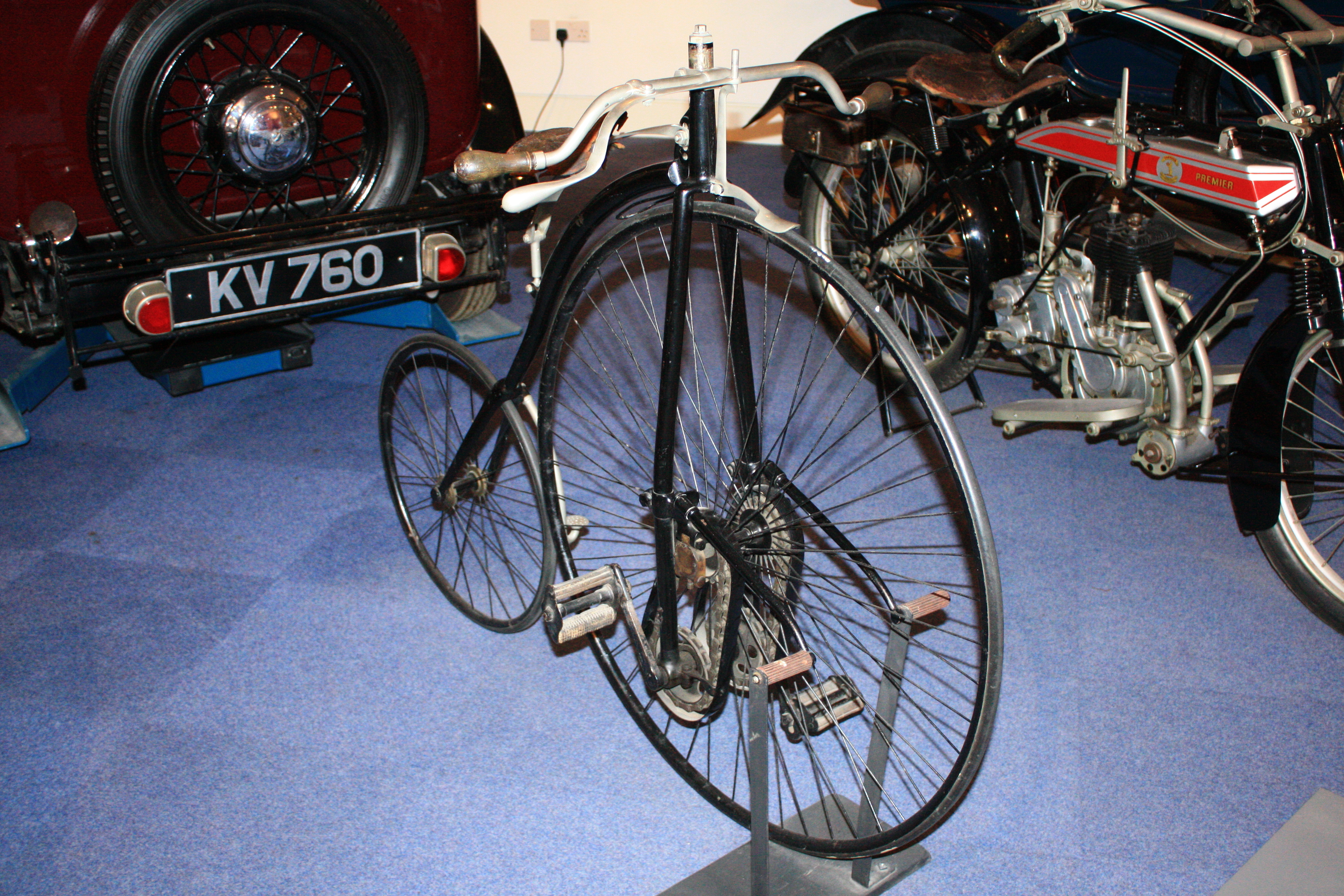
Kangaroo från 1884 i Coventry Transport Museum

 Edward Carl Fredrich Otto , ursprungligen Edouard Carl Friedrich Otto, född 1841 i Berlin i Tyskland, död 1905 i London i Storbritannien, var en tysk-brittisk verktygsmakare, byggingenjör och uppfinnare.
Otto  fick tillsammans med J. Willis patent på Kangaroocykeln och 1879 på Otto Dicycle. År 1882 fick han också amerikanskt patent på en trehjulig cykel med två drivhjul fram, vilka också styr cykeln, medan det tredje hjulet enbart tjänade till att stabilisera fordonet.
Otto gifte sig 1871 i London. Han blev brittisk medborgare 1886 och var bosatt i Peckham.